# سينما الكونغو

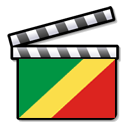
سينما الكونغو

لم تبدأ السينما الكونغولية في التطور حتى استقلال جمهورية الكونغو في عام 1960.

## الأيام الأولى بعد الاستقلال: ظهور السينما الكونغولية
كان سيباستيان كامبا من أوائل المخرجين الكونغوليين المعروفين بعد الاستقلال. فيلمه الطويل الأول الذي صدر عام 1974 بعنوان (La Rançon d'une alliance) هو أيضًا أول فيلم طويل كونغولي. من بين الأسماء الأخرى في هذه الفترة أيضًا هناك جان ميشيل تشيسوكو، بأفلام مثل (La Chapelle) سنة 1979 و(M'Pongo) سنة 1982. كما قام ديفيد بيير فيلا بإخراج عدد من الأفلام الوثائقية.

## سنوات 1980-1990: تدهور ظروف الإنتاج
خلال السبعينيات، بيعت دور السينما إلى الجماعات الدينية التي استخدمتها كأماكن عبادة دائمة، مما قلل من احتمالات عرض الأفلام. خلال العقود التالية، استمر التعاقب السريع للعديد من الأنظمة السياسية والصراعات العسكرية في ظروف غير مواتية لإنتاج الأفلام وتوزيعها.

## سنوات 1990-2010: نحو إحياء السينما الكونغولية
في التسعينيات، ظهر جيل جديد من المخرجين ينتجون أفلامهم مباشرة على الفيديو، كما تمكن المخرج كاميل مويكي من إنتاج أفلام فوتوغرافية مثل: (L'épreuve du feu) عام 1992، و(Les Mavericks) عام 1998.
منذ عام 1996، شارك صانعو الأفلام من الكونغو برازافيل في مهرجان الشاشات السوداء الذي قدم إنتاجات من ستة بلدان أفريقية، والذي يقام كل عام في ياوندي، الكاميرون.
ظلت ظروف الإنتاج سيئة للغاية في الأعوام بين 2000 و2010 حيث لم تكن أي دور سينما. كما شكلت القرصنة أيضا مشكلة للفنانين.